# Cenotafio di Manchester

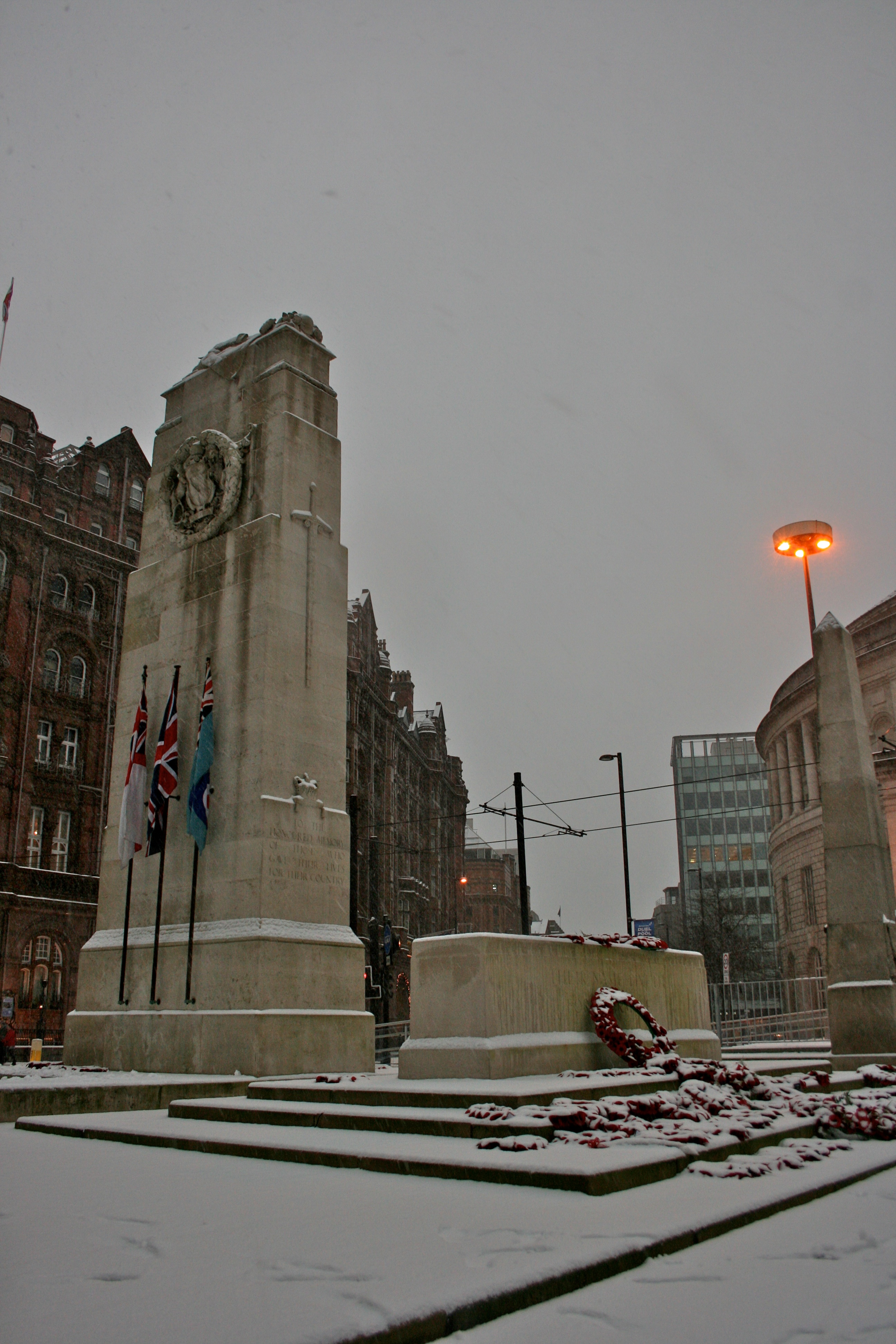
Vista del monumento nella sua precedente location

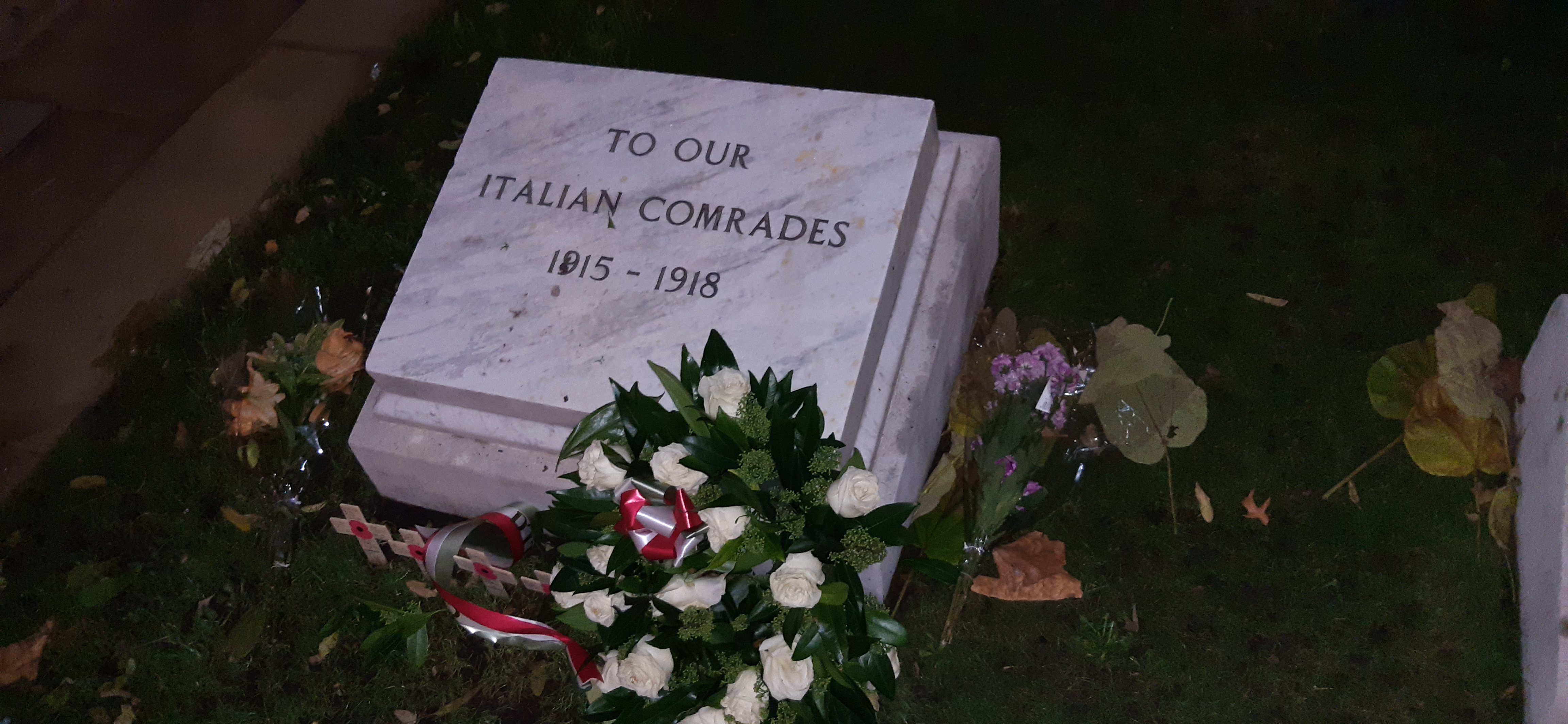
Fotografia della targa con mazzi di fiori e croci commemorative

Il cenotafio di Manchester (in inglese: Manchester Cenotaph) è un monumento funebre commemorativo inglese eretto in piazza St Peter Square a Manchester, progettato da Sir Edwin Lutyens. Costruito in pietra di Portland, fu eretto nel 1924 in memoria di coloro che persero la vita durante la prima guerra mondiale. È simile al cenotafio progettato da Lutyens per Whitehall: "Un pilone con i pavimenti e una figura del soldato sconosciuto avvolta in un cappotto in cima". Il cenotafio è in un giardino memoriale progettato da L.C. Howitt, che ha anche una croce di pietra che commemora la chiesa di San Pietro, costruita sul sito nel 1789-1794 da James Wyatt e demolita nel 1907.
Nel 2014, il consiglio comunale ("council") di Manchester ha smantellato il memoriale e lo ha ricostruito all'angolo nord-est di St Peter's Square vicino al municipio di Manchester, per costruire una fermata della rete tranviaria cittadina Metrolink.

## Il memoriale ai "compagni italiani"
Al memoriale fu inizialmente aggiunta una targa marmorea con la dedica "To our Italian Comrades (1915-1918)" ("Ai nostri compagni italiani 1915-1918"). A causa della contrapposizione di Italia e Regno Unito durante la seconda guerra mondiale, essa fu rimossa durante la guerra.
Sin dalla fine della guerra, la comunità italiana di Manchester iniziò a fare pressioni affinché la targa fosse ripristinata, ma ci vollero oltre 50 anni prima che la richiesta venisse accolta. Con le scuse del Council di Manchester, la targa fu riprodotta e ripristinata al Cenotafio, ora spostato in St Peter's Square, nel centro di Manchester nel 1990. Oggi, nella Domenica della Memoria, ogni anno, i membri delle associazioni italiane depongono corone al cenotafio per commemorare le vite degli italiani caduti nella prima guerra mondiale.